# Cocoicola
Cocoicola — рід грибів родини Phaeochoraceae. Назва вперше опублікована 1995 року.

## Класифікація
До роду Cocoicola відносять 5 видів:
- Cocoicola californica
- Cocoicola cylindrospora
- Cocoicola fusispora
- Cocoicola livistonicola
- Cocoicola piperata